# Yngvild Ingels
Yngvild Ingels (Duinkerke (Frankrijk), 1 januari 1979) is een Belgische politica voor de Vlaams-nationalistische N-VA.

## Levensloop
Ingels studeerde in 2002 af als sociologe aan de Universiteit Gent. Ze werkte van 2003 tot 2005 voor het opvangcentrum van het Rode Kruis in Menen en ze was van 2005 tot 2014 projectleider noodplanning en crisisbeheer voor het Crisis- en Coördinatiecentrum van de federale regering. 
In 2014 stapte ze over naar het kabinet van de toenmalige minister van Binnenlandse Zaken en Veiligheid, Jan Jambon. Daar was ze eerst adviseur crisismanagement en vanaf juni 2015 adjunct-kabinetschef voor de cel Binnenlandse Zaken. Ze werkte rond private veiligheid, identiteitsfraude, bestuurlijke handhaving en de ontwikkeling van tools zoals de applicatie 112 en BE-Alert. Ingels was vanuit het kabinet ook aangesteld als regeringscommissaris voor de communicatieoperator ASTRID, een functie die ze uitoefende van januari 2015 tot februari 2019. Ingels bleef kabinetsmedewerker tot in december 2018, toen N-VA uit onvrede met het VN-Migratiepact uit de Regering-Michel I stapte.
Ze was de vijfde kandidaat voor de N-VA bij de gemeenteraadsverkiezingen van 2018 in Menen, maar werd niet verkozen.
Ingels werd bij de verkiezingen van 26 mei 2019  op de lijst van de N-VA in de kieskring West-Vlaanderen verkozen tot lid van de Kamer van volksvertegenwoordigers. Als parlementslid was ze voornamelijk actief rond de domeinen binnenlandse zaken en veiligheid. Ingels stelde zich geen kandidaat meer bij de verkiezingen van juni 2024. Na de installatie van de regering-De Wever in februari 2025 werd Yngvild Ingels kabinetssecretaris op het kabinet van Anneleen Van Bossuyt, minister van Asiel en Migratie.
In december 2023 hield Ingels een emotionele toespraak in het parlement naar aanleiding van de podcast Kinderen van de kerk, die het onderwerp van gedwongen adopties binnen katholieke instellingen in België onderzoekt. Ingels sprak in het parlement openlijk over haar eigen achtergrond als adoptiekind en haar jarenlange zoektocht naar haar biologische ouders.
Ingels woont sinds 2012 in Lauwe. Ze is een dochter van beeldhouwer en Volksuniepoliticus Eric Ingels.